# 糯米糰 (樂團)
糯米糰（英語：Sticky Rice）是一個成立於1994年的台灣搖滾放克樂團，原始成員有吉他手兼主唱馬念先、貝斯手余光燿、吉他手沈其翰、鼓手洪峙立（2002年退出）。糯米糰在2004年的野台開唱之後停止活動，團員退居幕後繼續從事音樂創作活動。除了為電影製作配樂以外，主唱馬念先曾在台灣電影《海角七號》中演出馬拉桑一角。

## 簡史

### 1994年至1997年
- 1994年因為志同道合而組成，由於在一場比賽裡，主辦單位要求出賽者一定要有個「團名」，當下4個大男生腦力激盪，既然提到「團、團、團」，乾脆取名為「糯米糰」，象徵4人的音樂就像「糯米糰」一般隨手可得。
- 1995年參加唱片公司主辦TOP -YOUNG 歌唱比賽奪得詞曲創作金獎
- 1996年推出《共譜新聲》合輯
- 1997年4月推出首張專輯《同名專輯》，在這張專輯中，4位團員除了天生的音樂靈感外，對於社會的變化及生活的體驗都反應在他們的創作上；合力完成這張專輯。
- 1998年參與陳玉勳導演執導的電影《愛情來了》電影原聲帶創作，入圍金馬獎最佳電影原聲帶最佳歌曲

### 1997年至2001年
- 1999年底，退伍後加入魔岩唱片
- 2000年11月，推出第2張專輯《青春鳥王》
- 2000年12月，客串2001年豐田Tercel汽車廣告
- 2001年1月，榮獲中國時報年度10大最佳專輯
- 2001年3月，榮獲中華音樂人交流協會2000年娛樂十大華語音樂專輯
- 2001年5月，榮獲第12屆金曲獎最佳音樂錄影帶獎----跆拳道 / 青春鳥王
- 2001年7月，啤酒廠商贊助舉辦全台十場PUB巡迴演出
- 2001年7月26日，發行糯米糰《Super EP》
- 2001年8月，首次創作粵語歌〈黑仔香江中招記〉，成為《少林足球》台灣預告片主題曲
- 2001年8月，參與張震嶽香港海灘BB PARTY擔任演出嘉賓
- 2001年底，鼓手洪峙立離團

### 2002年後
- 2002年《迷你專輯貳》香港搶鮮發售
- 2002年 糯米狗 香港拉闊演唱會
- 2003年《迷你專輯貳》發售
- 2003年2月，主唱馬念先因為脊椎神經瘤入院開刀
- 2004年馬念先、沈其翰、余光燿三人在《公視人生劇展：real on line 請登入線實》中飾演玩家
- 2012年Legacy Taipei傳舉辦一系列的【台灣搖滾記事】，請來許多台灣早期地下樂團夢幻復活。糯米糰於2012年5月11日舉辦「糯米糰：我的鳥王回來一樣很青春！」，門票一經開賣瞬間秒殺（扣掉售票系統當機等時間，等於秒殺）。令許多等待許久的老歌迷為之扼腕。簡單生活節2012第二天（2012年12月2日），糯米糰受邀於綠意舞台演出。以半場馬念先、半場糯米糰的方式演出。
- 2013年7月搭配電影推出單曲 三八阿花吹喇叭
- 2013年8月舉辦高調虛華 重回冷戰時代 演唱會

## 作品
- 1997年《同名專輯》（寶麗金）
- 2000年《青春鳥王》（魔岩）
- 2001年《Super EP》（魔岩）
- 2003年《迷你專輯貳》（香港滾石）
- 2003年《林海峰X糯米糰 拉闊音樂會》（香港滾石）

2005年後馬念先音樂作品
- 和你巧遇在這裡   曲
- 在電視上看到你
- 幸福的味道    曲
- 斷背山       詞/曲  馬念先/熱狗
- Write Me a Love Song
- Modern French Women
- I Sa Shou
- 三角朱古力(林海峰專輯)
- 玩具大王(林海峰專輯)
- 新球鞋男孩夢
- 愛之船
- 不夜城的咖啡店
- 當你說愛我的那一天
- 寫一首情歌給我
- 台北紐約
- Mr.18
- 三八阿花吹喇叭(電影總舖師主題曲(2013年))

2017年糯米糰《別急著說愛我到天長地久》

## 演出
糯米糰也參與過電影、電視節目及MV
- 1997年《愛情來了》
- 2002年《張震嶽 - 雙手插口袋MV》
- 2004年《公視人生劇展：real on line》
- 2006年《英勇戰士俏姑娘》

馬念先 參與過的電影 電視 廣告
- 2007年《美味關係》（客串演出）
- 2007年《惡作劇2吻》（客串演出醫生）
- 2008年《流浪神狗人》
- 2008年《海角七號》飾演:馬拉桑(小米酒專賣員),合作演員:范逸臣、田中千繪
- 2008年《保利達 啤兒綠茶 警察篇》
- 2008年《光陰的故事》飾演:馮拍雄,合作演員:樊光耀、黃嘉千、陳怡蓉、林雨宣、黃騰浩、楊一展、賴雅妍、紀文惠、陳博正
- 2008年《王子看見二公主》（客串演出爸爸）
- 2009年《青梅竹馬》飾演:趙定一,合作演員：楊一展、洪曉蕾、林彥君、林韋君、GINO...在劇中職業為駐唱歌手，因此演唱許多自己寫的歌。
- 2011年《我可能不會愛你》飾演: Maggie 的堂哥。

## 其它作品
馬念先&奇哥 之 Project Early 專輯
- 2005年馬念先和奇哥發售《Project Early1》三十而立
- 2006年馬念先和奇哥發售《Project Early2》I Sa Shou

## 獎項紀錄
| 年份   | 屆次         | 專輯                   | 獎項                   | 入圍               | 結果 |
| ------ | ------------ | ---------------------- | ---------------------- | ------------------ | ---- |
| 1997年 | 第34屆金馬獎 | 《愛情來了》電影原聲帶 | 金馬獎最佳原創電影歌曲 | 糯米糰《愛情來了》 | 提名 |
| 2001年 | 第12屆金曲獎 | 糯米糰《青春鳥王》     | 最佳樂團獎             | 糯米糰《青春鳥王》 | 提名 |
| 2001年 | 第12屆金曲獎 | 糯米糰《青春鳥王》     | 最佳音樂錄影帶獎       | 張時霖〈跆拳道〉   | 獲獎 |

## 外部連結
- 馬念先，奇哥: Project Early in pinkwork (sound & video) （页面存档备份，存于）
- 馬念先部落格 （页面存档备份，存于）
- 糯米糰在互联网电影资料库（IMDb）上的資料（英文）